# Carpinteros
Carpinteros é um filme de drama dominicano de 2017 dirigido e escrito por José María Cabral. Foi selecionado como representante de seu país ao Oscar de melhor filme estrangeiro em 2018.

## Elenco
- Jean Jean
- Judith Rodriguez Perez
- Ramón Emilio Candelario